# Tehuacán

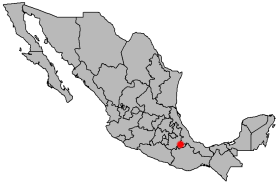
Stadens läge i Mexiko

Tehuacán är en stad i centrala Mexiko och den näst största staden i delstaten Puebla. Staden har 248 798 invånare (2007), med totalt 272 612 invånare (2007) i hela kommunen på en yta av 390 km².
Området är känt för sin produktion av naturligt kolsyrat mineralvatten. Att beställa en Tehuacán i stora delar av Mexiko är att beställa mineralvatten med gas.